# HD 94237
HD 94237，又名BD+00 2710，SAO 118555、HR 4245，是一颗恒星，视星等为6.31，位于銀經251.78，銀緯50.48，其B1900.0坐标为赤經10h 47m 28.7s，赤緯+0° 50.48′ 48″。